# Протопланета

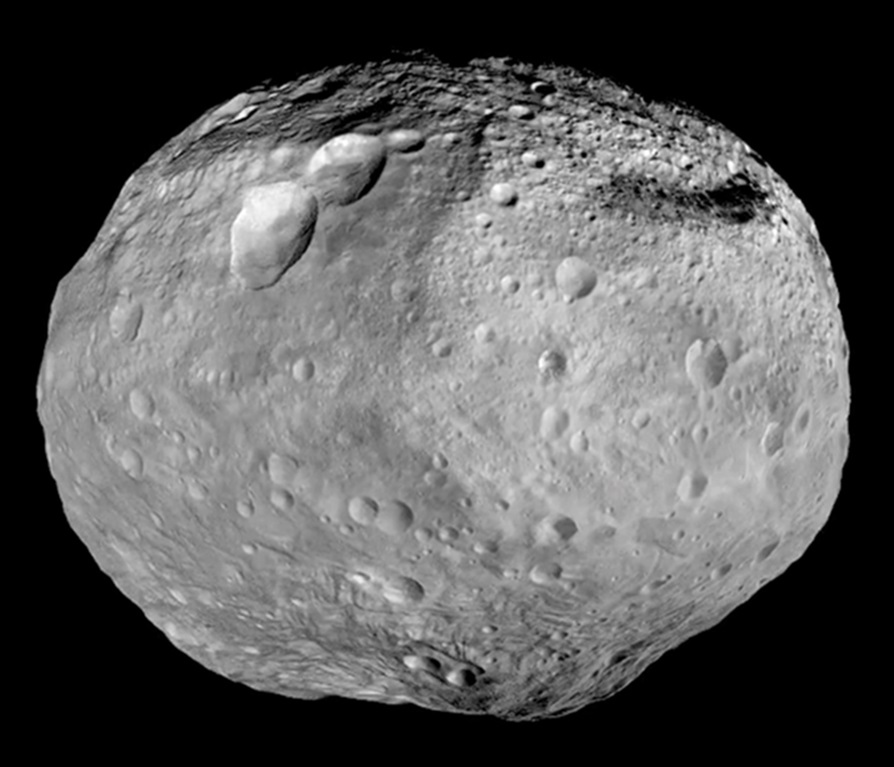
Протопланета, 4 Веста

Протопланета — великий планетний зародок в протопланетному диску, що пройшов стадію внутрішнього плавлення, що призвело до диференціації надр. Вважають, що ці небесні тіла утворилися з планетезималей кілометрових розмірів, що стикалися одна з одною. Відповідно до теорії формування планет, протопланети вносили невеликі збурення в орбіти одна одної й в результаті стикалися, поступово утворюючи великі планети.
У випадку з Сонячною системою вважають, що зіткнення планетезималей породило кілька сотень планетарних ембріонів. Такі зародки були схожі на Цереру і Плутон: їхня маса становила 1022—1023 кг, а діаметр — кілька тисяч кілометрів. Протягом сотень мільйонів років вони стикалися одна з одною, в результаті чого їх розмір збільшувався, а кількість зменшувалася. Деталі цього процесу невідомі, але його ділять на три стадії (три покоління протопланет). Зрештою залишилося лише кілька зародків планет, які, зіткнувшись, з'єдналися в повноцінні планети.
У складі ранніх протопланет було багато радіоактивних елементів, які з часом розпадалися. Тепло від цього розпаду, а також від зіткнень і гравітаційного тиску, плавило деяку частину надр протопланет в міру їх зростання і перетворення у планети. В розплавлених зонах важкі елементи опускалися до ядра планети, а більш легкі — підіймалися до її поверхні. Цей процес називають гравітаційною диференціацією. Вивчення складу метеоритів показує, що подібна диференціація мала місце і в деяких астероїдах.
Теорія гігантського зіткнення припускає, що Земля і Місяць сформувався при колосальному зіткненні гіпотетичної протопланети Тейї з Землею у ранній історії Сонячної системи.
Оскільки на Землі були знайдені метеорити із заліза, то вважається цілком імовірним, що в поясі астероїдів були протопланети з металевими ядрами, а їх руйнування стало причиною появи цих метеоритів.
Усередині Сонячної системи налічують три більш-менш вцілілі й незаймані протопланети — це Церера, 2 Паллада і 4 Веста. До протопланет також відносять і карликові планети пояса Койпера. Оголеним ядром протопланети вважалася також астероїд 16 Психея — одне із наймасивніших тіл поясу астероїдів між Марсом та Юпітером. Пізніші дослідження поставили цю гіпотезу під сумнів.
У лютому 2013 року астрономи провели перше безпосереднє спостереження за протопланетою, що формується в газопиловій хмарі віддаленої зірки.